# Ваљаност (логика)
Ваљаност у логици представља особину дедуктивних аргумената, иако се често односи и на логичке исказе. Аргумент се састоји од једне или више тврдњи, тзв. логичких премиса, и једног закључка. Уколико из тачних премиса обавезно слиједи и да је закључак тачан, кажемо да је аргумент ваљан. Ако аргумент није ваљан, каже се да је неваљан.

## Примјери
Слиједи примјер једног ваљаног аргумента:
Сви људи су смртни.
Сократ је човјек.
Према томе, Сократ је смртан.
Пошто је ово ваљан аргумент, онда ако Сократ заиста јесте човјек, и ако сви људи заиста јесу смртни, закључак да је Сократ смртан мора бити тачан. Слиједи примјер једног неваљаног аргумента:
Сви људи су смртни.
Сократ је смртан.
Према томе, Сократ је човјек.
У овом случају није немогуће да премисе буду тачне, а да закључак буде нетачан. Није тешко замислити да је Сократ нпр. птица, и да прве двије премисе остану тачне, а да закључак не буде тачан. Због те могућности овај аргумент не може бити ваљан те кажемо да је неваљан.

## Доказивање
У математичкој логици се употребљавају разне технике приказивања аргумената у облику логичких исказа ради лакшег закључивања да ли је аргумент ваљан или није. Тако, став „Сви људи су смртни“ се прво прикаже у згоднијем облику „Свака ствар, ако је човјек, она је и смртна“ (јер то важи за све људе, како је речено у почетној тврдњи). Затим именујемо двије релације {\displaystyle A} и {\displaystyle B} на сљедећи начин:
A(x) := x је човјек
B(x) := x је смртан
На овај начин наша тврдња „Свака ствар, ако је човјек, она је и смртна“ добија запис {\displaystyle \forall x,(A(x)\Rightarrow B(x))}. Затим, ради лакшег писања, Сократа обиљежимо словом {\displaystyle s}, и пошто се тврди да је Сократ човјек, у складу са уведеном нотацијом имамо да је тачно {\displaystyle A(s)}. Дакле, аргумент:
Сви људи су смртни.
Сократ је човјек.
Према томе, Сократ је смртан.
добија сљедећи запис:
{\displaystyle (\forall x(A(x)\Rightarrow B(x))\land A(s))\Rightarrow B(s)}
Користећи исту нотацију, аргумент:
Сви људи су смртни.
Сократ је смртан.
Према томе, Сократ је човјек.
добија сљедећи запис:
{\displaystyle (\forall x(A(x)\Rightarrow B(x))\land B(s))\Rightarrow A(s)}

### Доказивање ваљаности
Оваква нотација омогућава лакшу процјену аргумента у компликованијим изразима који се не могу једноставно анализирати „голим оком“. Процјена се врши користећи стандардне технике исказног рачуна. Докажимо, на примјер, да је наш ваљани аргумент заиста ваљан. Да бисмо то доказали, претпоставићемо да није ваљан, и доказати да то није могуће.
Дакле, претпоставимо да израз:
{\displaystyle (\forall x(A(x)\Rightarrow B(x))\land A(s))\Rightarrow B(s)}
није тачан. Пошто је у питању логичка импликација, по самој својој дефиницији она није тачна само у случају да је први исказ тачан а други исказ нетачан. Дакле:
{\displaystyle {\begin{alignedat}{1}\top &\forall x(A(x)\Rightarrow B(x))\land A(s)\\\bot &B(s)\end{alignedat}}}
Први исказ, пошто је логичка конјункција, може бити тачан само ако су обје стране исказа тачне:
{\displaystyle {\begin{alignedat}{1}\top &\forall x(A(x)\Rightarrow B(x))\\\top &A(s)\end{alignedat}}}
Ако је први исказ из овог система тачан за све {\displaystyle x}, као што се тврди, онда је тачан и за {\displaystyle s}, па слиједи:
{\displaystyle {\begin{alignedat}{1}\top &A(s)\Rightarrow B(s)\\\top &A(s)1^{o}\end{alignedat}}}
По природи логичке импликације, она може бити тачна само уколико 1. обје стране импликације су тачне 2. лијева страна импликације је нетачна, а десна или тачна или нетачна. Дакле, у првом случају:
{\displaystyle {\begin{alignedat}{1}\top &A(s)\\\top &B(s)\end{alignedat}}}
што је немогуће, јер се противурјечи нашој претпоставци да је {\displaystyle B(s)} нетачно. У другом случају:
{\displaystyle {\begin{alignedat}{1}\bot &A(s)\\\bot \top &B(s)\\\end{alignedat}}}
што је такође немогуће јер се противурјечи ранијем закључку да је {\displaystyle A(s)} тачно (1o).
Тако смо доказали да нас претпоставка да је овај аргумент у неком случају нетачан увијек води ка противурјечности, тј. доказали смо да је аргумент увијек тачан.

### Доказивање неваљаности
Да би се доказало да одређени исказ није ваљан, тј. да је неваљан, обично се прибјегава техници проналажења случаја који задовољава премисе а не задовољава закључак. Ако претпоставимо нпр. да је други аргумент ваљан, и пронађемо случај који доказује супротно, видјећемо да аргумент није ваљан. Пошто смо га записали у облику логичког исказа, ништа нас не задржава да и даље останемо у оквиру појмова „човјек“, „Сократ“, „смртан“ итд. него можемо наћи и једноставније релације које ће показати да аргумент није ваљан. Тако, можемо узети сљедеће дефиниције:
{\displaystyle {\begin{alignedat}{1}&N=(\mathbb {N} \cup \{0\},\leq )\\&A(x):=x<0\\&B(x):=x=2\end{alignedat}}}
Када уврстимо овако дефинисане {\displaystyle A} и {\displaystyle B} у нови запис аргумента, добијамо:
{\displaystyle {\begin{alignedat}{1}\top &(\forall x(x<0\Rightarrow x=2)\land s=2)\Rightarrow x<0\\\top &((\bot ^{1}\Rightarrow \bot ^{2})\land \top ^{3})\Rightarrow \bot ^{1}\\\top &(\top \land \top )\Rightarrow \bot \\\top &\top \Rightarrow \bot \\\top &\bot \end{alignedat}}}

1 јер су скуп ненегативних бројева постављен као област дефинисаности

2 јер није сваки природан број једнак 2

3 јер је тако по дефиницији друге премисе

што нас такође води до контрадикције, што значи да аргумент заиста јесте неваљан.